# Liste des chapitres de Gamaran
Cet article est un complément de l’article sur le manga Gamaran.
Les chapitres sont numérotés simplement sous la forme Chapitre X, où X est le numéro du chapitre. Les chapitres n'ont pas de titre ni dans la version japonaise ni dans la version française.

## Volumes reliés

### Gamaran

#### Tomes 1 à 10
| no | Japonais          | Japonais          | Français         | Français          |
| no | Date de sortie    | ISBN              | Date de sortie   | ISBN              |
| --- | ----------------- | ----------------- | ---------------- | ----------------- |
| 1 | 17 août 2009      | 978-4-06-384179-4 | 5 octobre 2012   | 978-2-5050-1549-9 |
| Liste des chapitres : - Chapitre 1 - Chapitre 2 - Chapitre 3 - Chapitre 4 - Chapitre 5                                                              |                   |                   |                  |                   |
| 2 | 16 octobre 2009   | 978-4-06-384199-2 | 2 novembre 2012  | 978-2-5050-1550-5 |
| Liste des chapitres : - Chapitre 6 - Chapitre 7 - Chapitre 8 - Chapitre 9 - Chapitre 10 - Chapitre 11 - Chapitre 12 - Chapitre 13 - Chapitre 14     |                   |                   |                  |                   |
| 3 | 17 décembre 2009  | 978-4-06-384227-2 | 7 décembre 2012  | 978-2-5050-1581-9 |
| Liste des chapitres : - Chapitre 15 - Chapitre 16 - Chapitre 17 - Chapitre 18 - Chapitre 19 - Chapitre 20 - Chapitre 21 - Chapitre 22 - Chapitre 23 |                   |                   |                  |                   |
| 4 | 17 février 2010   | 978-4-06-384255-5 | 15 mars 2013     | 978-2-5050-1754-7 |
| Liste des chapitres : - Chapitre 24 - Chapitre 25 - Chapitre 26 - Chapitre 27 - Chapitre 28 - Chapitre 29 - Chapitre 30 - Chapitre 31 - Chapitre 32 |                   |                   |                  |                   |
| 5 | 16 avril 2010     | 978-4-06-384285-2 | 21 juin 2013     | 978-2-505-01755-4 |
| Liste des chapitres : - Chapitre 33 - Chapitre 34 - Chapitre 35 - Chapitre 36 - Chapitre 37 - Chapitre 38 - Chapitre 39 - Chapitre 40 - Chapitre 41 |                   |                   |                  |                   |
| 6 | 16 juillet 2010   | 978-4-06-384335-4 | 6 septembre 2013 | 978-2-505-01756-1 |
| Liste des chapitres : - Chapitre 42 - Chapitre 43 - Chapitre 44 - Chapitre 45 - Chapitre 46 - Chapitre 47 - Chapitre 48 - Chapitre 49               |                   |                   |                  |                   |
| 7 | 17 septembre 2010 | 978-4-06-384367-5 | 6 décembre 2013  | 978-2-505-01757-8 |
| Liste des chapitres : - Chapitre 50 - Chapitre 51 - Chapitre 52 - Chapitre 53 - Chapitre 54 - Chapitre 55 - Chapitre 56 - Chapitre 57 - Chapitre 58 |                   |                   |                  |                   |
| 8 | 17 décembre 2010  | 978-4-06-384421-4 | 21 février 2014  | 978-2-5050-1758-5 |
| Liste des chapitres : - Chapitre 59 - Chapitre 60 - Chapitre 61 - Chapitre 62 - Chapitre 63 - Chapitre 64 - Chapitre 65 - Chapitre 66 - Chapitre 67 |                   |                   |                  |                   |
| 9 | 17 février 2011   | 978-4-06-384449-8 | 4 avril 2014     | 978-2-5050-6010-9 |
| Liste des chapitres : - Chapitre 68 - Chapitre 69 - Chapitre 70 - Chapitre 71 - Chapitre 72 - Chapitre 73 - Chapitre 74 - Chapitre 75 - Chapitre 76 |                   |                   |                  |                   |
| 10 | 15 avril 2011     | 978-4-06-384477-1 | 20 juin 2014     | 978-2-5050-6064-2 |
| Liste des chapitres : - Chapitre 77 - Chapitre 78 - Chapitre 79 - Chapitre 80 - Chapitre 81 - Chapitre 82 - Chapitre 83 - Chapitre 84 - Chapitre 85 |                   |                   |                  |                   |

#### Tomes 11 à 20
| no | Japonais          | Japonais          | Français        | Français          |
| no | Date de sortie    | ISBN              | Date de sortie  | ISBN              |
| --- | ----------------- | ----------------- | --------------- | ----------------- |
| 11 | 17 juin 2011      | 978-4-06-384507-5 | 22 août 2014    | 978-2-5050-6065-9 |
| Liste des chapitres : - Chapitre 86 - Chapitre 87 - Chapitre 88 - Chapitre 89 - Chapitre 90 - Chapitre 91 - Chapitre 92 - Chapitre 93 - Chapitre 94          |                   |                   |                 |                   |
| 12 | 16 septembre 2011 | 978-4-06-384552-5 | 24 octobre 2014 | 978-2-5050-6066-6 |
| Liste des chapitres : - Chapitre 95 - Chapitre 96 - Chapitre 97 - Chapitre 98 - Chapitre 99 - Chapitre 100 - Chapitre 101 - Chapitre 102 - Chapitre 103      |                   |                   |                 |                   |
| 13 | 17 novembre 2011  | 978-4-06-384581-5 | 5 décembre 2014 | 978-2-5050-6067-3 |
| Liste des chapitres : - Chapitre 104 - Chapitre 105 - Chapitre 106 - Chapitre 107 - Chapitre 108 - Chapitre 109 - Chapitre 110 - Chapitre 111 - Chapitre 112 |                   |                   |                 |                   |
| 14 | 17 janvier 2012   | 978-4-06-384614-0 | 27 février 2015 | 978-2-5050-6215-8 |
| Liste des chapitres : - Chapitre 113 - Chapitre 114 - Chapitre 115 - Chapitre 116 - Chapitre 117 - Chapitre 118 - Chapitre 119 - Chapitre 120 - Chapitre 121 |                   |                   |                 |                   |
| 15 | 17 avril 2012     | 978-4-06-384657-7 | 17 avril 2015   | 978-2-5050-6216-5 |
| Liste des chapitres : - Chapitre 122 - Chapitre 123 - Chapitre 124 - Chapitre 125 - Chapitre 126 - Chapitre 127 - Chapitre 128 - Chapitre 129 - Chapitre 130 |                   |                   |                 |                   |
| 16 | 15 juin 2012      | 978-4-06-384690-4 | 19 juin 2015    | 978-2-5050-6217-2 |
| Liste des chapitres : - Chapitre 131 - Chapitre 132 - Chapitre 133 - Chapitre 134 - Chapitre 135 - Chapitre 136 - Chapitre 137 - Chapitre 138 - Chapitre 139 |                   |                   |                 |                   |
| 17 | 14 septembre 2012 | 978-4-06-384737-6 | 28 août 2015    | 978-2-5050-6218-9 |
| Liste des chapitres : - Chapitre 140 - Chapitre 141 - Chapitre 142 - Chapitre 143 - Chapitre 144 - Chapitre 145 - Chapitre 146 - Chapitre 147 - Chapitre 148 |                   |                   |                 |                   |
| 18 | 26 novembre 2012  | 978-4-06-384768-0 | 16 octobre 2015 | 978-2-5050-6219-6 |
| Liste des chapitres : - Chapitre 149 - Chapitre 150 - Chapitre 151 - Chapitre 152 - Chapitre 153 - Chapitre 154 - Chapitre 155 - Chapitre 156 - Chapitre 157 |                   |                   |                 |                   |
| 19 | 17 janvier 2013   | 978-4-06-384798-7 | 4 décembre 2015 | 978-2-5050-6220-2 |
| Liste des chapitres : - Chapitre 158 - Chapitre 159 - Chapitre 160 - Chapitre 161 - Chapitre 162 - Chapitre 163 - Chapitre 164 - Chapitre 165 - Chapitre 166 |                   |                   |                 |                   |
| 20 | 17 avril 2013     | 978-4-06-384847-2 | 5 février 2016  | 978-2-5050-6221-9 |
| Liste des chapitres : - Chapitre 167 - Chapitre 168 - Chapitre 169 - Chapitre 170 - Chapitre 171 - Chapitre 172 - Chapitre 173 - Chapitre 174 - Chapitre 175 |                   |                   |                 |                   |

#### Tomes 21 à 22
| no | Japonais       | Japonais          | Français       | Français          |
| no | Date de sortie | ISBN              | Date de sortie | ISBN              |
| --- | -------------- | ----------------- | -------------- | ----------------- |
| 21 | 17 juin 2013   | 978-4-06-384879-3 | 8 avril 2016   | 978-2-5050-6552-4 |
| Liste des chapitres : - Chapitre 176 - Chapitre 177 - Chapitre 178 - Chapitre 179 - Chapitre 180 - Chapitre 181 - Chapitre 182 - Chapitre 183 - Chapitre 184                    |                |                   |                |                   |
| 22 | 16 août 2013   | 978-4-06-394913-1 | 10 juin 2016   | 978-2-5050-6553-1 |
| Liste des chapitres : - Chapitre 185 - Chapitre 186 - Chapitre 187 - Chapitre 188 - Chapitre 189 - Chapitre 190 - Chapitre 191 - Chapitre 192 - Chapitre 193 - Chapitre 194/FIN |                |                   |                |                   |

### Gamaran - Le Tournoi ultime

#### Tomes 1 à 10
| no | Japonais         | Japonais          | Français         | Français          |
| no | Date de sortie   | ISBN              | Date de sortie   | ISBN              |
| --- | ---------------- | ----------------- | ---------------- | ----------------- |
| 1 | 9 mai 2018       | 978-4-06-511566-4 | 30 août 2019     | 978-2-50-507673-5 |
| Liste des chapitres : - Chapitre 1 : Iori Sengoku (千石伊織, Sengoku Iori) - Chapitre 2 : Le bretteur (剣士として, Kenshi to shite) - Chapitre 3 : Le Grand Tournoi du shogunat (幕下大仕合, Makushita ōjiawa) - Chapitre 4 : Le signal de départ (開幕の狼煙, Kaimaku no noroshi) - Chapitre 5 : Génie contre Shura (天才VS.修羅, Tensai VS. Shura) - Chapitre 0 : Situation critique (風雲急を告ぐ, Fūun kyū o tsugu) |                  |                   |                  |                   |
| 2 | 9 juillet 2018   | 978-4-06-511780-4 | 4 octobre 2019   | 978-2-50-507674-2 |
| Liste des chapitres : - Chapitre 6 : Pourquoi l'hirondelle vole-t-elle ? (燕は何故飛ぶか, Tsubame wa naze tobu ka) - Chapitre 7 : Techniques secrètes (秘剣, Hi ken) - Chapitre 8 : Les cinq formes (五行の型, Gogyō no kata) - Chapitre 9 : La banquet des Shura (修羅たちの宴, Shura-tachi no utage) - Chapitre 10 : Présage (予兆, Yochō) - Chapitre 11 : Lame tragique (惨劇の刃, Sangeki no ha) - Chapitre 12 : Lame-éclair (雷刃, Raiha) - Chapitre 13 : La ligne de mort (死線, Shisen) - Chapitre 14 : Le dieu de la mort (死神, Shinigami)                                                                                       |                  |                   |                  |                   |
| 3 | 9 novembre 2018  | 978-4-06-513239-5 | 6 décembre 2019  | 978-2-50-507672-8 |
| Liste des chapitres : - Chapitre 15 : Combat de bretteurs à un chiffre (一桁の戦い, Ichi-keta notatakai) - Chapitre 16 : Le tonnerre qui gronde (豪雷, Ōrai) - Chapitre 17 : La mort par quatre (四本の死, Yotsumoto no shi) - Chapitre 18 : Un homme fort (強き者, Tsuyoki-sha) - Chapitre 19 : Le Grand Tournoi continue (進む大仕合, Susumu ōjiawa) - Chapitre 20 : Gama Kurogane (黒鉄我間, Kurogane Gama) - Chapitre 21 : Retrouvailles entre amis (久しき者たち, Hisashiki-sha-tachi) - Chapitre 22 : Affrontement entre condisciples (同門対決, Dōmon taiketsu) - Chapitre 23 : Combattants en mouvement (剣士躍動, Kenshi yakudō) |                  |                   |                  |                   |
| 4 | 9 janvier 2019   | 978-4-06-514456-5 | 28 février 2020  | 978-2-50-508109-8 |
| Liste des chapitres : - Chapitre 24 : La preuve (証明, Shōmei) - Chapitre 25 : La succession (継承, Keishō) - Chapitre 26 : L'attaque-surprise (奇襲, Kishū) - Chapitre 27 : Quintessence (真髄, Shinzui) - Chapitre 28 : Ninja & Samouraï (忍と侍, Shinobu & samurai) - Chapitre 29 : Attaque féroce (猛攻, Mōkō) - Chapitre 30 : Surpassement (凌駕, Ryōga) - Chapitre 31 : Celui qui tire les ficelles (糸引く者, Ito hiku mono) - Chapitre 32 : Entraînement assidu (研鑽, Kensan) |                  |                   |                  |                   |
| 5 | 8 mars 2019      | 978-4-06-514785-6 | 3 août 2020      | 978-2-50-508416-7 |
| Liste des chapitres : - Chapitre 33 : Les techniques de l'école Ôgame (大亀流剣術, Ōkame-ryū kenjutsu) - Chapitre 34 : Fil conducteur (糸口, Itoguchi) - Chapitre 35 : Doute (疑惑, Giwaku) - Chapitre 36 : Spécialités (本領, Honryō) - Chapitre 37 : L'obstination des Shura (修羅の意地, Shura no iji) - Chapitre 38 : A la recherche d'hommes forts (強者を望む, Tsuwamono o nozomu) - Chapitre 39 : Rivalité (拮抗, Kikkō) - Chapitre 40 : La bravoure des hommes forts (強者の武, Tsuwamono no bu) - Chapitre 41 : Croisement fatidique (宿命交差, Shukumei kōsa)                                                                   |                  |                   |                  |                   |
| 6 | 9 mai 2019       | 978-4-06-515138-9 | 23 octobre 2020  | 978-2-50-508417-4 |
| Liste des chapitres : - Chapitre 42 : Persévérance (貫道, Kandō) - Chapitre 43 : Son sabre (剣を想う, Ken o omō) - Chapitre 44 : Sur la route (道程, Michinori) - Chapitre 45 : Adversaires (挑戦者, Chōsen-sha) - Chapitre 46 : Sabre orgueilleux (驕りの剣, Ogori no ken) - Chapitre 47 : Cent lames (百剣士, Hyaku kenshi) - Chapitre 48 : Le chemin vers la victoire (勝利への道筋, Shōri e no michisuji) - Chapitre 49 : Au péril de sa vie (命を懸けて, Inochi o kakete) - Chapitre 50 : Derniers retranchements (最後の攻防, Saigo no kōbō)                                                                                        |                  |                   |                  |                   |
| 7 | 9 juillet 2019   | 978-4-06-515725-1 | 8 janvier 2021   | 978-2-50-508418-1 |
| Liste des chapitres : - Chapitre 51 : Là va son sabre (その剣の行方, Sono ken no yukue) - Chapitre 52 : Contact (接触, Sesshoku) - Chapitre 53 : Sollicitation (勧誘, Kan'yū) - Chapitre 54 : L'école Muhô (無宝流, Muhō-ryū) - Chapitre 55 : Le meilleur des arts martiaux (最強の武, Saikyō no bu) - Chapitre 56 : Vanité (唯我独尊, Yuigadokuson) - Chapitre 57 : Chacun sa voie (各々の道, Onōno no michi) - Chapitre 58 : Phase principale du Grand Tournoi du shogunat (幕下大仕合本戦, Makushita ōjiawa honsen) - Chapitre 59 : Début des hostilités (開戦, Kaisen)                                                                |                  |                   |                  |                   |
| 8 | 9 septembre 2019 | 978-4-06-517278-0 | 9 avril 2021     | 978-2-50-508688-8 |
| Liste des chapitres : - Chapitre 60 : Séparation (別れ, Wakare) - Chapitre 61 : Un contentieux à régler (因縁, Innen) - Chapitre 62 : Beninuki (紅抜) - Chapitre 63 : Les crocs d'Orochi (大蛇の牙, Orochi no kiba) - Chapitre 64 : Flots en furie (怒濤, Dotō) - Chapitre 65 : Métamorphose (豹変, Hyōhen) - Chapitre 66 : Apogée (絶頂, Zecchō) - Chapitre 67 : Apurer le passif (因縁を断つ, In'nen o tatsu) - Chapitre 68 : L'homme le plus fort du shogunat (幕府最強, Bakufu saikyō) |                  |                   |                  |                   |
| 9 | 9 décembre 2019  | 978-4-06-517834-8 | 9 juillet 2021   | 978-2-50-508828-8 |
| Liste des chapitres : - Chapitre 69 : Au terme de la prière (祈りの果て, Inori no hate) - Chapitre 70 : Dieu de la mort contre colosse (死神対最強, Shinigami tai saikyō) - Chapitre 71 : Ecole martiale (武の流儀, Take no ryūgi) - Chapitre 72 : Un flot irrésistible (止まらぬ流れ, Tomaranu nagare) - Chapitre 73 : Bon choix (正解, Seikai) - Chapitre 74 : Escrime européenne (西洋剣術, Seiyō kenjutsu) - Chapitre 75 : Epée justicière (正義の剣, Seigi no ken) - Chapitre 76 : Modèle à espacer (追う背中, Ō senaka) - Chapitre 77 : La foi dépasse des montagnes (一念天に通ず, Ichinen ten ni tsūzu)                           |                  |                   |                  |                   |
| 10 | 7 février 2020   | 978-4-06-518451-6 | 1er octobre 2021 | 978-2-50-508899-8 |
| Liste des chapitres : - Chapitre 78 : Le sabre de la ténacité (執念の剣, Shūnen no ken) - Chapitre 79 : Rencontre fortuite (邂逅, Kaikō) - Chapitre 80 : L'heure du choix (選択の時, Sentaku no toki) - Chapitre 81 : Shungaku Tōjō (東条春嶽, Tōjō Shungaku) - Chapitre 82 : Deux lames longues (長物同士, Chōbutsu dōshi) - Chapitre 83 : Hallebarde (ハルベルト, Haruberuto) - Chapitre 84 : La définition de la victoire (勝利の定義, Shōri no teigi) - Chapitre 85 : Pulvérisation (粉砕, Funsai) - Chapitre 86 : La voie choisie (選ぶ道, Erabu michi)                                                                              |                  |                   |                  |                   |

#### Tomes 11 à 20
| no | Japonais         | Japonais          | Français        | Français          |
| no | Date de sortie   | ISBN              | Date de sortie  | ISBN              |
| --- | ---------------- | ----------------- | --------------- | ----------------- |
| 11 | 8 mai 2020       | 978-4-06-519381-5 | 21 janvier 2022 | 978-2-50-511081-1 |
| Liste des chapitres : - Chapitre 87 : Le dragon dévore (龍が喰らう, Ryū ga kurau) - Chapitre 88 : La réponse (答え, Kotae) - Chapitre 89 : Renaissance (新生, Shinsei) - Chapitre 90 : Le rebelle & le souverain (反逆者と支配者, Hangyaku-sha to shihai-sha) - Chapitre 91 : Question (問いかけ, Toikake) - Chapitre 92 : La bête féroce (猛獣, Mōjū) - Chapitre 93 : Isolée (隔絶, Kazuzetsu) - Chapitre 94 : L'énergie du désespoir (死力を尽くす, Shiryoku o tsukusu) - Chapitre 95 : Lutte (争奪, Sōdatsu)      |                  |                   |                 |                   |
| 12 | 9 juillet 2020   | 978-4-06-520102-2 | 4 mars 2022     | 978-2-50-511085-9 |
| Liste des chapitres : - Chapitre 96 : Ogre contre Shura (鬼神VS.修羅, Kishin VS. Shura) - Chapitre 97 : Réflexe salutaire (刹那の手, Setsuna no te) - Chapitre 98 : Seigneur & serviteur (主従, Shujū) - Chapitre 99 : Le talent (才能, Sainō) - Chapitre 100 : Exaltation (昂揚, Kōyō) - Chapitre 101 : Bouillonnement (滾り, Tagiri) - Chapitre 102 : Qu'est-ce que la peur ? (恐怖とは, Kyōfu to wa) - Chapitre 103 : La technique des trois pas (三歩の剣, Miho no ken) - Chapitre 104 : Défaite (敗北, Haiboku) |                  |                   |                 |                   |
| 13 | 9 octobre 2020   | 978-4-06-521025-3 | 3 juin 2022     | 978-2-50-511157-3 |
| Liste des chapitres : - Chapitre 105 : 幻の剣士 (Maboroshi no kenshi) - Chapitre 106 : 土公型 (Do ōyakegata) - Chapitre 107 : 一回戦最終仕合 (Ichi kaisen saishū shiai) - Chapitre 108 : 一回戦終結 (Ichi-kaisen shūketsu) - Chapitre 109 : 最強の望み (Saikyō no nozomi) - Chapitre 110 : 会談 (Kidan) - Chapitre 111 : 試金石 (Shikinseki) - Chapitre 112 : 結論 (Ketsuron) - Chapitre 113 : 遺産 (Isan) |                  |                   |                 |                   |
| 14 | 8 janvier 2021   | 978-4-06-521678-1 | 28 octobre 2022 | 978-2-50-511272-3 |
| Liste des chapitres : - Chapitre 114 : 新たなる剣 (Aratanaru ken) - Chapitre 115 : 広がる波紋 (Hirogaru hamon) - Chapitre 116 : 本戦二回戦開幕 (Honsen ni-kaisen kaimaku) - Chapitre 117 : 規定 (Kitei) - Chapitre 118 : 天の刃、襲撃 (Ten no ha, shūgeki) - Chapitre 119 : 拳の殺り取り (Ken no yari-tori) - Chapitre 120 : 叡智 (Eichi) - Chapitre 121 : 血潮滴るイイ男 (Chishio shitataru ī otoko) - Chapitre 122 : 進化と継承 (Shinka to keishō)                                                                 |                  |                   |                 |                   |
| 15 | 9 mars 2021      | 978-4-06-522657-5 | 27 janvier 2023 | 978-2-50-512099-5 |
| Liste des chapitres : - Chapitre 123 : 未知なる殺陣 (Michinaru satsujin) - Chapitre 124 : 相性最悪の好敵手 (Aishō saiaku no raibaru) - Chapitre 125 : 真っ向勝負 (Makkō shōbu) - Chapitre 126 : 神威発動 (Kamoi hatsudō) - Chapitre 127 : 陣介の背中 (Jin kai no senaka) - Chapitre 128 : 殺戮開始 (Satsuriku kaishi) - Chapitre 129 : 危険な男 (Kiken'na otoko) - Chapitre 130 : それぞれの武 (Sorezore no bu) - Chapitre 131 : 戦の知見 (Sen no chiken)                                                            |                  |                   |                 |                   |
| 16 | 9 juin 2021      | 978-4-06-523602-4 | 28 avril 2023   | 978-2-50-512100-8 |
| Liste des chapitres : - Chapitre 132 : 忠誠 (Chūsei) - Chapitre 133 : 諦めぬ野心 (Akiramenu yashin) - Chapitre 134 : 不滅の武 (Fumetsu no bu) - Chapitre 135 : 鬼退治 (Oni taiji) - Chapitre 136 : 孤独の深淵 (Kodoku no shin'en) - Chapitre 137 : 怪物、覚醒 (Kaibutsu, kakusei) - Chapitre 138 : 強さの確信 (Tsuto-sa no kakushin) - Chapitre 139 : 旧友 (Kyūyū) - Chapitre 140 : 決裂 (Ketsuretsu) |                  |                   |                 |                   |
| 17 | 9 septembre 2021 | 978-4-06-524841-6 | 18 août 2023    | 978-2-50-512101-5 |
| Liste des chapitres : - Chapitre 141 : 剣術の集大成 (Kenjutsu no shūtaisei) - Chapitre 142 : 再始動 (Saishidō) - Chapitre 143 : 幕府の危険分子 (Bakufu no kiken bunshi) - Chapitre 144 : 内乱 (Nairan) - Chapitre 145 : 単独行動 (Tandoku kōdō) - Chapitre 146 : 龍の牙 (Ryū no kiba) - Chapitre 147 : 解放 (Kaihō) - Chapitre 148 : 九龍の覚悟 (Kyūryū no kakugo) - Chapitre 149 : 最後の見せ場 (Saigo no miseba)                                                                                                   |                  |                   |                 |                   |
| 18 | 9 décembre 2021  | 978-4-06-526274-0 | 13 octobre 2023 | 978-2-50-512102-2 |
| Liste des chapitres : - Chapitre 150 : 石ころと犬 (Ishikoro yo inu) - Chapitre 151 : 神空の正体 (Jinkū no shōtai) - Chapitre 152 : 藤の一族 (Fuji no ichizoku) - Chapitre 153 : 将軍の首級 (Shōgun no shukyū) - Chapitre 154 : 一族の異端児 (Ichizoku no itan-ji) - Chapitre 155 : 生きる覚悟 (Ikiru kakugo) - Chapitre 156 : 参戦 (Sansen) - Chapitre 157 : 乱戦 (Ransen) - Chapitre 158 : 新たな無宝流 (Aratana mu takara-ryū)                                                                                     |                  |                   |                 |                   |
| 19 | 9 mars 2022      | 978-4-06-527266-4 | 8 décembre 2023 | 978-2-50-512404-7 |
| Liste des chapitres : - Chapitre 159 : 極上の敵 (Gokujō no teki) - Chapitre 160 : 城内乱戦 (Kiuchi ransen) - Chapitre 161 : 最後の攻撃 (Saigo no kōgeki) - Chapitre 162 : 全面戦争宣言 (Zenmen sensō sengen) - Chapitre 163 : 再会 (Saikai) - Chapitre 164 : 合流 (Gōryū) - Chapitre 165 : 伊織の弱点 (Iori no jakuten) - Chapitre 166 : 戦術的防御 (Senjutsu-teki bōgyo) - Chapitre 167 : 修羅の覚悟 (Shura no kakugo)                                                                                              |                  |                   |                 |                   |
| 20 | 9 mai 2022       | 978-4-06-527843-7 | 12 janvier 2024 | 978-2-50-512440-5 |
| Liste des chapitres : - Chapitre 168 : 剣士の転機 (Kenshi no tenki) - Chapitre 169 : 十二人の剣士 (Jū ni-ri no kenshi) - Chapitre 170 : 三回戦開幕 (San-kaisen kaimaku) - Chapitre 171 : 三回戦第一試合 (San kaisen dai ichi shiai) - Chapitre 172 : 修行の成果 (Shugyō no seika) - Chapitre 173 : パルチザン双槍術 (Paruchizan sō sōjutsu) - Chapitre 174 : 最速の進化 (Saisoku no shinka) - Chapitre 175 : 無謀な駆け引き (Mubōna kakehiki) - Chapitre 176 : 資格の証明 (Shikaku no shōmei)                        |                  |                   |                 |                   |

#### Tomes 21 à 30
| no | Japonais         | Japonais          | Français        | Français          |
| no | Date de sortie   | ISBN              | Date de sortie  | ISBN              |
| --- | ---------------- | ----------------- | --------------- | ----------------- |
| 21 | 8 juillet 2022   | 978-4-06-528382-0 | 12 avril 2024   | 978-2-50-512441-2 |
| Liste des chapitres : - Chapitre 177 : 天才に勝つ方法 (Tensai ni katsu hōhō) - Chapitre 178 : 特級天兵 (Tokkyū tenhei) - Chapitre 179 : 怪物の女 (Kaibutsu no on'na) - Chapitre 180 : 戦士の覚悟 (Senshi no kakugo) - Chapitre 181 : 侮辱 (Bujoku) - Chapitre 182 : 将軍の提案 (Shōgun no teian) - Chapitre 183 : 毒仕込み (Doku shikomi) - Chapitre 184 : 武術の権化 (Bujutsu no gonge) - Chapitre 185 : 柳楽と凛 (Nagira to Rin)    |                  |                   |                 |                   |
| 22 | 9 septembre 2022 | 978-4-06-529146-7 | 5 juillet 2024  | 978-2-50-512442-9 |
| Liste des chapitres : - Chapitre 186 : 境地の剣 (Kyōchi no ken) - Chapitre 187 : 怒りの道標 (Ikari no michishirube) - Chapitre 188 : 城内の異変 (Kiuchi no ihen) - Chapitre 189 : 水面下の計画 (Minamo-ka no keikaku) - Chapitre 190 : 天兵の目論見 (Tenhei no mokuromi) - Chapitre 191 : 幕府と天兵 (Bakufu to tenhei) - Chapitre 192 : 最後の使命 (Saigo no shimei) - Chapitre 193 : 忠誠 (Chūsei)                                  |                  |                   |                 |                   |
| 23 | 9 novembre 2022  | 978-4-06-529926-5 | 4 octobre 2024  | 978-2-50-512443-6 |
| Liste des chapitres : - Chapitre 194 : 渋沢の計画 (Shibusawa no keikaku) - Chapitre 195 : 新幕府 (Shin bakufu) - Chapitre 196 : 見せしめ (Miseshime) - Chapitre 197 : 人の心 (Hito no kokoro) - Chapitre 198 : 天兵の裏切り者 (Tenhei no uragirimono) - Chapitre 199 : 因縁の決闘 (In'nen no kettō) - Chapitre 200 : 目覚め (Mezame) - Chapitre 201 : 裏切り者 (Uragirimono)                                                          |                  |                   |                 |                   |
| 24 | 9 février 2023   | 978-4-06-530741-0 | 17 janvier 2025 | 978-2-50-512444-3 |
| Liste des chapitres : - Chapitre 202 : 共闘 (Kyōtō) - Chapitre 203 : 蘭の救出 (Ran no kyūshutsu) - Chapitre 204 : 開かずの門 (Akazunomon) - Chapitre 205 : 脱出への道 (Dasshutsu e no michi) - Chapitre 206 : しんがり (Shingari) - Chapitre 207 : 黒龍 (Kokuryū) - Chapitre 208 : 柔らかい剣 (Yawarakai ken) - Chapitre 209 : もう一度 (Mōichido)                                                                                    |                  |                   |                 |                   |
| 25 | 7 avril 2023     | 978-4-06-531461-6 | 18 avril 2025   | 978-2-50-512505-1 |
| Liste des chapitres : - Chapitre 210 : 別れの時 (Wakare no toki) - Chapitre 211 : 孤立無援 (Koritsu muen) - Chapitre 212 : 戦の怪物 (Sen no kaibutsu) - Chapitre 213 : 天兵活殺ノ段 (Tenpei katsatsu no dan) - Chapitre 214 : 修羅の道 (Shura no michi) - Chapitre 215 : 最終形態 (Saishū keitai) - Chapitre 216 : 我慈亜羅 (Gajiara) - Chapitre 217 : 隠し玉 (Kakushi-dama)                                                          |                  |                   |                 |                   |
| 26 | 8 juin 2023      | 978-4-06-531873-7 | 11 juillet 2025 | 978-2-50-513370-4 |
| Liste des chapitres : - Chapitre 218 : 皆殺し (Minagoroshi) - Chapitre 219 : 最後の戦い (Saigo no tatakai) - Chapitre 220 : 粛清 (Shukusei) - Chapitre 221 : 四面楚歌 (Shimensoka) - Chapitre 222 : 敗北 (Haiboku) - Chapitre 223 : 新たなる天兵 (Aratanaru tenhei) - Chapitre 224 : 死の予感 (Shi no yokan) - Chapitre 225 : 遊びの時間 (Asobi no jikan)                                                                             |                  |                   |                 |                   |
| 27 | 8 août 2023      | 978-4-06-532604-6 |                 |                   |
| Liste des chapitres : - Chapitre 226 : 最初の獲物 (Saisho no emono) - Chapitre 227 : 四門の射程 (Shimon no shatei) - Chapitre 228 : 狩りの機会 (Kari no kikai) - Chapitre 229 : 生き残る道 (Ikinokoru michi) - Chapitre 230 : 理想の環境 (Risō no kankyō) - Chapitre 231 : 幕府からの手紙 (Bakufu kara no tegami) - Chapitre 232 : 開戦 (Kaisen) - Chapitre 233 : 忠家の目覚め (Tadayoshi no mezame)                                  |                  |                   |                 |                   |
| 28 | 6 octobre 2023   | 978-4-06-533223-8 |                 |                   |
| Liste des chapitres : - Chapitre 234 : 捕らえられた者達 (Torae rareta-shatachi) - Chapitre 235 : 希望の続き (Kibō no tsudzuki) - Chapitre 236 : 己の路 (Onore no michi) - Chapitre 237 : 無茶な命令 (Muchana meirei) - Chapitre 238 : リベンジ (Ribenji) - Chapitre 239 : 命懸けの再戦 (Inochigake no saisen) |                  |                   |                 |                   |
| 29 | 7 décembre 2023  | 978-4-06-534085-1 |                 |                   |
| Liste des chapitres : - Chapitre 240 : 戦士の覚悟 (Senshi no kakugo) - Chapitre 241 : 全てを懸ける時 (Subete o kakeru toki) - Chapitre 242 : 才能の目覚め (Sainō no mezame) - Chapitre 243 : 理想のオトコ (Risō no otoko) - Chapitre 244 : 反旗 (Hanki) - Chapitre 245 : 血の絆の亀裂 (Chi no kizuna no kiretsu) - Chapitre 246 : 激突 (Gekitotsu) - Chapitre 247 : 手土産 (Temiyage) - Chapitre 248 : 残虐な兵士 (Zangyakuna heishi) |                  |                   |                 |                   |
| 30 | 8 mars 2024      | 978-4-06-534861-1 |                 |                   |
| Liste des chapitres : - Chapitre 249 : 絶望の誕生 (Zetsubō no tanjō) - Chapitre 250 : 害意 (Gai i) - Chapitre 251 : 伊織の神 (Iori no kami) - Chapitre 252 : 別の道 (Betsu no michi) - Chapitre 253 : 我慈亜羅の思考 (Gajiara no shikō) - Chapitre 254 : 神の消滅 (Kami no shōmetsu) - Chapitre 255 : 試金石 (Shikinseki) - Chapitre 256 : 大好きな相手 (Daisuki na aite) - Chapitre 257 : 新たなる怪物 (Aratanaru kaibutsu)          |                  |                   |                 |                   |

#### Tomes 31 à aujourd'hui
| no | Japonais        | Japonais          | Français       | Français |
| no | Date de sortie  | ISBN              | Date de sortie | ISBN     |
| --- | --------------- | ----------------- | -------------- | -------- |
| 31 | 7 juin 2024     | 978-4-06-535795-8 |                |          |
| Liste des chapitres : - Chapitre 258 : 人生の意義 (Jinsei no igi) - Chapitre 259 : 危険分子 (Kiken bunshi) - Chapitre 260 : 憧れの剣 (Akogare no ken) - Chapitre 261 : 勝利への執念 (Shōri e no shūnen) - Chapitre 262 : 責任の重さ (Sekinin no omo-sa) - Chapitre 263 : 深い怨念 (Fukai on'nen) - Chapitre 264 : 処刑の開幕 (Shokei no kaimaku) - Chapitre 265 : 兄弟潰し (Kyōdai tsubushi) - Chapitre 266 : 兄の反撃 (Ani no hangeki)                                                                                       |                 |                   |                |          |
| 32 | 7 août 2024     | 978-4-06-536532-8 |                |          |
| Liste des chapitres : - Chapitre 272 : 完月の力 (Kan tsuki no chikara) - Chapitre 273 : 運命のいたずら (Unmei no itazura) - Chapitre 274 : 兄弟の出会い (Kyōdai no deai) - Chapitre 275 : 雅鷹の最期 (Masataka no saigo) - Chapitre 276 : 完月の誓い (Kan tsuki no chikai) - Chapitre 277 : 心の支え (Kokoro no sasae) - Chapitre 278 : 王の器 (Ō no utsuwa) - Chapitre 279 : 交差する記憶 (Kōsa suru kioku) - Chapitre 280 : 記憶の続き (Kioku no tsudzuki)                                                                  |                 |                   |                |          |
| 33 | 8 novembre 2024 | 978-4-06-537503-7 |                |          |
| Liste des chapitres : - Chapitre 281 : 羅門の企て (Ramon no kuwadate) - Chapitre 282 : 我間への想い (Gama e no omoi) - Chapitre 283 : 運命の一戦 (Unmei no issen) - Chapitre 284 : 武の天才 (Take no tensai) - Chapitre 285 : 夢への賭け (Yume e no kake) - Chapitre 286 : 大亀流の武 (Ōkame-ryū no bu) - Chapitre 287 : 大亀流の武 (Ōkame-ryū no bu) - Chapitre 288 : 羅門の笑み (Ramon no emi) - Chapitre 289 : 友との別れ (Tomo to no wakare)                                                                              |                 |                   |                |          |
| 34 | 7 février 2025  | 978-4-06-538453-4 |                |          |
| Liste des chapitres : - Chapitre 290 : 天下を破壊する者 (Tenka o hakai suru mono) - Chapitre 291 : 最強の兵士 (Saikyō no heishi) - Chapitre 292 : 千人斬りと並ぶ者 (Sen'ningiri to narabu mono) - Chapitre 293 : 技の正体 (Waza no shōtai) - Chapitre 294 : 奥義発動 (Ōgi hatsudō) - Chapitre 295 : 終わりなき地獄 (Owari naki jigoku) - Chapitre 296 : 運命の証明 (Unmei no shōmei) - Chapitre 297 : 最後の賭け (Saigo no kake) - Chapitre 298 : 最後の挑戦 (Saigo no chōsen) - Chapitre 299 : 勝機の瞬間 (Shōki no shunkan) |                 |                   |                |          |
| 35 | 9 avril 2025    | 978-4-06-539039-9 |                |          |
| Liste des chapitres : - Chapitre 300 : 運命の最後 (Unmei no saigo) - Chapitre 301 : 絶望の呪い (Zetsubō no noroi) - Chapitre 302 : 地獄の始まり (Jigoku no hajimari) - Chapitre 303 : 恐怖心 (Kyōfushin) - Chapitre 304 : 窮地の一撃 (Kyūchi no ichigeki) - Chapitre 305 : 日ノ本の頂点 (Hinomoto no chōten) - Chapitre 306 : 勝利の糸口 (Shōri no itoguchi) - Chapitre 307 : 完月の攻略法 (Kan tsuki no kōryaku-hō) - Chapitre 308 : 数多の未来 (Amata no mirai)                                                             |                 |                   |                |          |
| - |                 |                   |                |          |
| Liste des chapitres : - Chapitre 309 : 次なる手 (Tsuginaru te) - Chapitre 310 : 命の境界線 (Inochi no kyōkai-sen) - Chapitre 311 : 最後の一騎討 (Saigo no ikkiuchi) - Chapitre 312 : 人生のけじめ (Jinsei no kejime) - Chapitre 313 : 最終決着 (Saishū ketchaku) - Chapitre 314 : 完月の最後 (Kan tsuki no saigo) - Chapitre 315 : 修羅たちの再会 (Shura-tachi no saikai) - Chapitre 316 : 修羅よ、永遠に (Shura yo, eien ni)                                                                                                 |                 |                   |                |          |

### Kôdansha BOOKS
Gamaran
1. 1 2  Tome 1
2. 1 2  Tome 2
3. 1 2  Tome 3
4. 1 2  Tome 4
5. 1 2  Tome 5
6. 1 2  Tome 6
7. 1 2  Tome 7
8. 1 2  Tome 8
9. 1 2  Tome 9
10. 1 2  Tome 10
11. 1 2  Tome 11
12. 1 2  Tome 12
13. 1 2  Tome 13
14. 1 2  Tome 14
15. 1 2  Tome 15
16. 1 2  Tome 16
17. 1 2  Tome 17
18. 1 2  Tome 18
19. 1 2  Tome 19
20. 1 2  Tome 20
21. 1 2  Tome 21
22. 1 2  Tome 22

Gamaran - Shura
1. 1 2  Tome 1
2. 1 2  Tome 2
3. 1 2  Tome 3
4. 1 2  Tome 4
5. 1 2  Tome 5
6. 1 2  Tome 6
7. 1 2  Tome 7
8. 1 2  Tome 8
9. 1 2  Tome 9
10. 1 2  Tome 10
11. 1 2  Tome 11
12. 1 2  Tome 12
13. 1 2  Tome 13
14. 1 2  Tome 14
15. 1 2  Tome 15
16. 1 2  Tome 16
17. 1 2  Tome 17
18. 1 2  Tome 18
19. 1 2  Tome 19
20. 1 2  Tome 20
21. 1 2  Tome 21
22. 1 2  Tome 22
23. 1 2  Tome 23
24. 1 2  Tome 24
25. 1 2  Tome 25
26. 1 2  Tome 26
27. 1 2  Tome 27
28. 1 2  Tome 28
29. 1 2  Tome 29
30. 1 2  Tome 30
31. 1 2  Tome 31
32. 1 2  Tome 32
33. 1 2  Tome 33
34. 1 2  Tome 34
35. 1 2  Tome 35

### Kana
Gamaran
1. 1 2  Tome 1
2. 1 2  Tome 2
3. 1 2  Tome 3
4. 1 2  Tome 4
5. 1 2  Tome 5
6. 1 2  Tome 6
7. 1 2  Tome 7
8. 1 2  Tome 8
9. 1 2  Tome 9
10. 1 2  Tome 10
11. 1 2  Tome 11
12. 1 2  Tome 12
13. 1 2  Tome 13
14. 1 2  Tome 14
15. 1 2  Tome 15
16. 1 2  Tome 16
17. 1 2  Tome 17
18. 1 2  Tome 18
19. 1 2  Tome 19
20. 1 2  Tome 20
21. 1 2  Tome 21
22. 1 2  Tome 22

Gamaran - Le Tournoi ultime
1. 1 2  Tome 1
2. 1 2  Tome 2
3. 1 2  Tome 3
4. 1 2  Tome 4
5. 1 2  Tome 5
6. 1 2  Tome 6
7. 1 2  Tome 7
8. 1 2  Tome 8
9. 1 2  Tome 9
10. 1 2  Tome 10
11. 1 2  Tome 11
12. 1 2  Tome 12
13. 1 2  Tome 13
14. 1 2  Tome 14
15. 1 2  Tome 15
16. 1 2  Tome 16
17. 1 2  Tome 17
18. 1 2  Tome 18
19. 1 2  Tome 19
20. 1 2  Tome 20
21. 1 2  Tome 21
22. 1 2  Tome 22
23. 1 2  Tome 23
24. 1 2  Tome 24
25. 1 2  Tome 25
26. 1 2  Tome 26